# Shōki Hirai
Shōki Hirai (jap. 平井 将生 Hirai Shōki; ur. 4 grudnia 1987 w Tokushimie) – japoński piłkarz występujący na pozycji napastnika. Obecnie występuje w Giravanz Kitakyushu.

## Kariera klubowa
Od 2006 roku występował w klubach Gamba Osaka, Albirex Niigata, Avispa Fukuoka i Giravanz Kitakyushu.